# Морне (соус)
Соус Морне́ (от фр. sauce Mornay) — французский соус, который готовится на основе соуса бешамель, с добавлением яичного желтка и твёрдого тёртого сыра.
Для приготовления соуса Морне традиционно используют выдержанный сыр грюйер. В целях экономии его можно заменить эмменталем, конте или, в крайнем случае, 12-месячным «старым голландцем». Также гурманы допускают в качестве ингредиента пармезан или чеддер (особенно, если предполагается использовать соус Морне для пасты).
Обычно Морне подают к запечённой яично-овощной смеси, например, гратенам из мангольда, яйцам по-флорентийски со шпинатом, а также макаронам с сыром, блюдам из курятины (курица Диван), рыбы и морепродуктов. Рыбные блюда со шпинатом под соусом морне также называют «рыба морне».

## Происхождение
Происхождения названия «соуса Морне» остаётся открытым вопросом. Он может быть назван в честь герцога Филиппа де Морне (1549—1623), губернатора Сомюра, французского политического деятеля-гугенота, дипломата и писателя, одного из ближайших сподвижников Генриха Наваррского. Однако основой соуса Морне в этом случае должен был быть соус велуте, так как бешамель во времена жизни герцога фактически ещё не был создан, что ставит под сомнение эту гипотезу.
Соус Морне не был задокументирован до 1820 года. Он впервые упоминается в 10-м издании французской кулинарной энциклопедии Le Cuisinier royal, основном справочном пособии французского профессионального повара, выдержавшем не менее 32-х изданий.
Название соуса было введено в лексикон высшего общества Франции при короле Карле X. В меню популярного ресторана «Гран Вефур», расположенного в аркадах парижского Пале-Рояля, соус Морне был проиллюстрирован двумя изящными мужчинами, маркизом де Морне и его братом графом Шарлем. Они фигурируют в мемуарах леди Блессингтон о пребывании в Париже в 1828—1829 годах «Бездельник во Франции» и также могут быть названы эпонимом этого французского соуса.